# Culture dans l'Essonne
Le département de l'Essonne dispose de nombreux centres culturels, et festivals, sur le plan de la musique, du cinéma, du théâtre.
Mais aussi un patrimoine civil et religieux, dont les principaux lieux sont :
- châteaux de Courances, de Chamarande, du Marais, de Saint-Jean-de-Beauregard, etc.
- cathédrale de la Résurrection d'Évry,
- collégiale Notre-Dame-du-Fort d'Étampes.

Étampes est labellisée Ville d'art et d'histoire.
Dourdan et Étampes sont des villes royales.

## Centres culturels enEssonne
- Brétigny-sur-Orge : Théâtre Brétigny
- Brunoy : Theâtre de la Vallée de l'Yerres
- Corbeil-Essonnes : la MJC Fernand-Léger de Corbeil-Essonnes
- Égly : Centre Culturel Guy Clausier-Demmanoury
- Étréchy : Centre Culturel  Jean Cocteau
- Évry-Courcouronnes : L'Agora
- Grigny : Centre Culturel Sidney Bechet
- Lardy : Centre Culturel de la Vallée de la Juine
- Massy : Opéra de Massy
- Morsang-sur-Orge : L'Arlequin (Théâtre) [1]
- Palaiseau :
  - Théâtre des 3 vallées
  - Théâtre la Mare au diable
- Ris-Orangis : 
  - Centre Culturel Robert Desnos
  - CAES
- Tigery : Le Silo
- Les Ulis :
  - Centre Boris Vian
  - Radazik (Café Concert musique du monde)
- Verrières-le-Buisson : Le Colombier
- Villebon-sur-Yvette :
  - MJC Boby Lapointe
  - Centre Culturel Jacques Brel
  - Le Grand Dôme
- Villemoisson-sur-Orge : Le Ludion

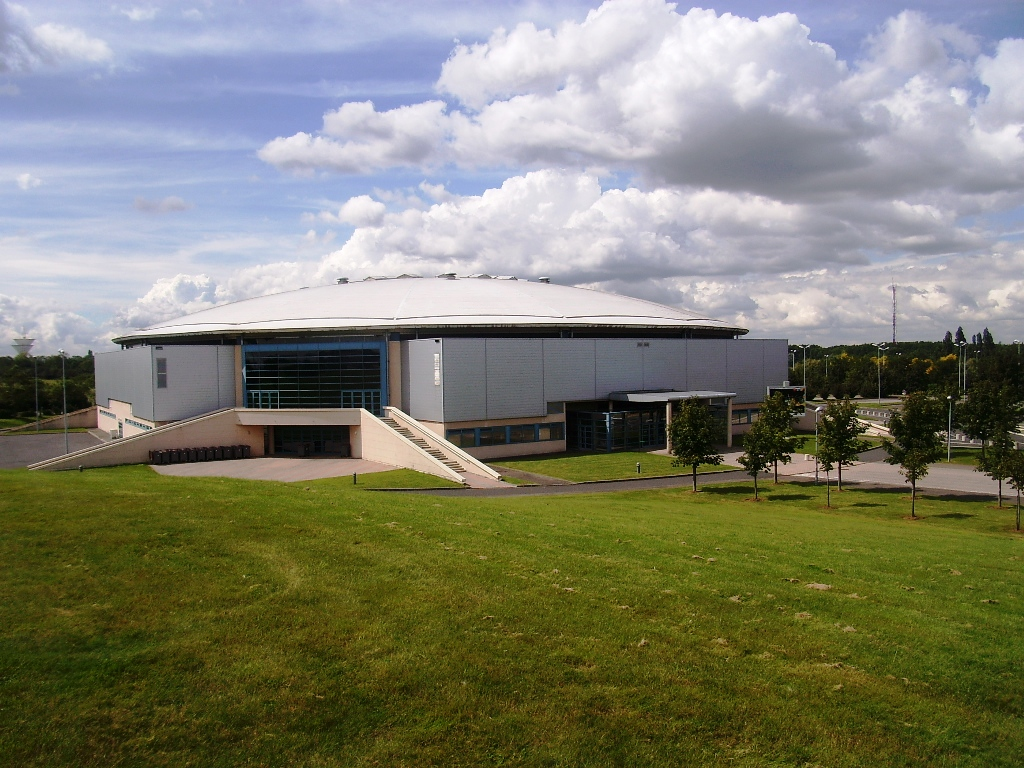
Grand Dôme.
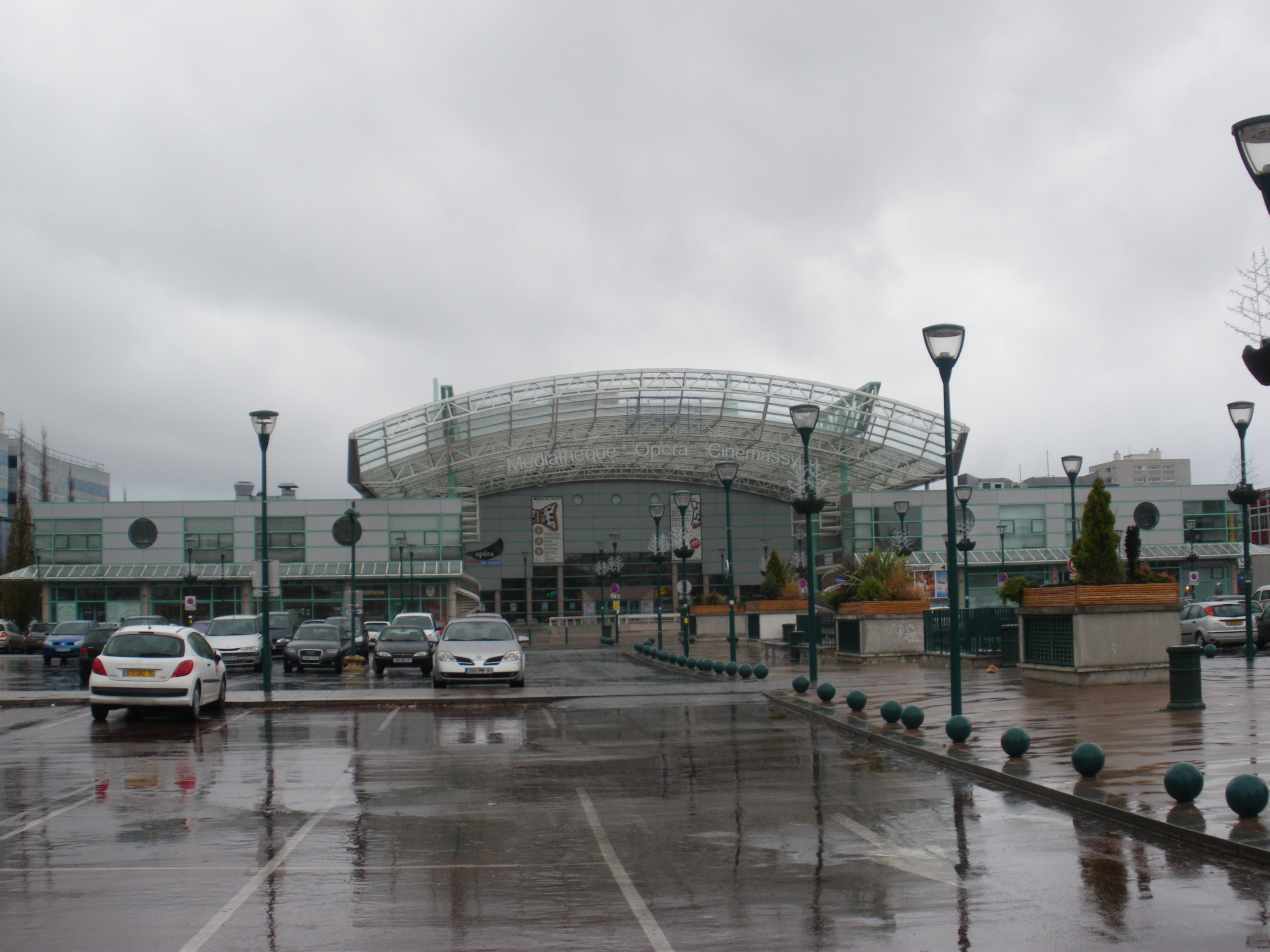
Massy Opéra.
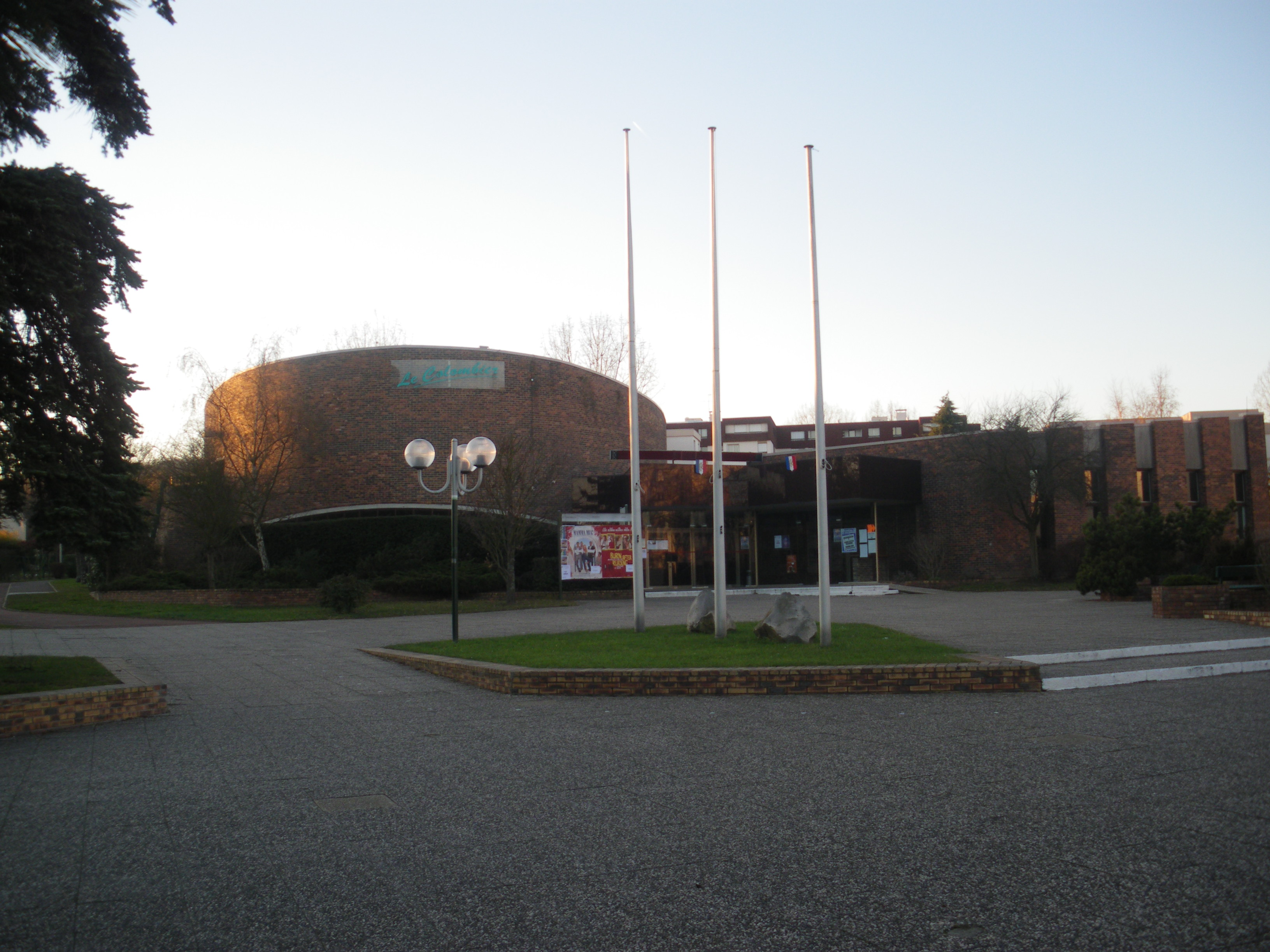
Le Colombier, Verrières-le-Buisson.
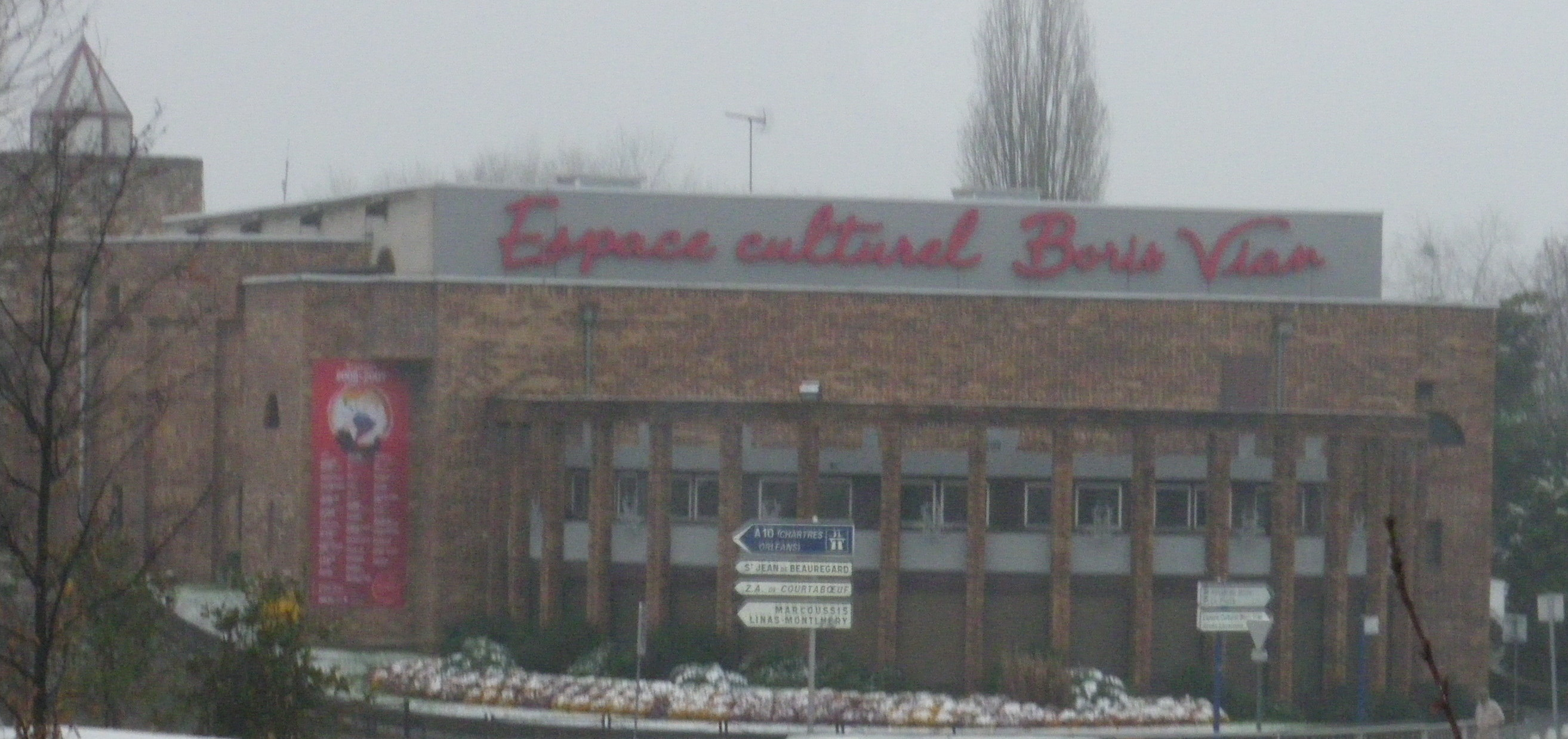
Centre Boris Vian, Les Ulis.
Le théâtre de la vallée de l'Yerres à Brunoy.

## Cinémas
- Arpajon : Stars
- Athis-Mons : Les Bords de Scènes, Lino Ventura
- Boussy-Saint-Antoine : Buxy
- Brétigny-sur-Orge : Ciné 220
- Chilly-Mazarin : François Truffaut
- Corbeil : Arcel
- Dourdan : Parterre
- Draveil : 3 Orangeries
- Étampes :
  - Cinétampes - Le Petit Théâtre
  - Rotonde
- Évry : Méga CRG
- Gif-sur-Yvette : Central Cinéma
- Juvisy-sur-Orge : Les Bords de Scènes, Agnès Varda
- Marcoussis : Atmosphère
- Massy : Ciné Massy
- Montgeron : Cyrano
- Orsay : Salle Jacques Tati
- Palaiseau : Les 4 Champs
- Paray-Vieille-Poste : Les Bords de Scènes, L'Avant-Scène
- Ris-Orangis :
  - Cinoches 1, 2, 3
  - Cinoches 4
- Saint-Michel-sur-Orge : Cinés Carné
- Sainte-Geneviève-des-Bois : 4 Perray
- Savigny-sur-Orge : Excelsior
- Les Ulis :
  - Salle UGC au centre commercial
  - Salle Jacques Prévert
- Verrières-le-Buisson : Colombier
- Viry-Châtillon : Calypso
- Yerres : Cinéma Paradiso

## Compagnies théâtrales
Le département compte plusieurs compagnies théâtrales
- La Compagnie le Théâtre de la tour à Montlhéry[3]
- La Compagnie les Marivaux d'Yerres à Brunoy[4]
- La Compagnie le Théâtre de la Brie à Brunoy
- La Compagnie Cache-Cache à Maisse[5]
- La Compagnie Daru dite Daru-Thémpô à La Norville (marionnette) [6]
- La Compagnie de Village à Savigny-sur-Orge [7]

## Festivals

### Cinéma
- Émergence à Marcoussis, résidence artistique permettant à de jeunes réalisateurs d'être accompagnés sur un film[8]
- Festival du Cinéma européen en Essonne à Ris-Orangis[9]
- Imagessonne la valorisation des jeunes cinéastes amateurs[10]
- Rencontres du film social à Chilly-Mazarin
- Quinzaine du cinéma argentin à Corbeil-Essonnes
- Festival Art et banlieue à Grigny
- Festival Cultures d'Ailleurs à Épinay-sous-Sénart

### Théâtre
- Festival international du cirque à Massy [11]
- Festival International de Music-hall à Brunoy

### Danse
- Festival des ballets traditionnels des Caraïbes, à Grigny
- Paris Country Festival au Grand dome de Villebon-sur-Yvette [12]
- Festival Emergence Capoeira à Morangis [13]
- Festival Essonne Danse (danse contemporaine) sur l'ensemble du département de l'Essonne (de mars à avril)
- Compagnie Lamento, chorégraphié par Sylvère Lamotte, en résidence de création en Essonne (2021-2022-2023)

### Musique
- Festival Au Sud du Nord (Jazz, musiques du monde et arts plastiques dans une douzaine de communes de l'Essonne) [14]
- Festival Trace Ta Root à Étampes (Festival amateur, plus de 25 concerts dans les bars de la ville, animations / expositions / performances en extérieur, spectacle pour les pitchounes... tout ça en une journée !)[15]
- Festival Les Sélénites à Étampes (Les petits hommes de la lune débarquent le temps d'un week-end à la base de loisirs : musique, arts plastiques, arts de rue, nouveau cirque...)[16]
- Festival All Access à Étampes (Festival des cultures urbaines au skate-park de la base de loisirs)[17]
- Festival International de Guitare à Juvisy-sur-Orge [18],[19]
- Festival Les Couleurs du Jazz à Corbeil-Essonnes [20]
- Les Automnales de Ballainvilliers[21]
- Les Primeurs de Massy à Massy
- Download Festival Paris.

### Livres, bandes dessinées
- Festival de la BD, à Igny [22]
- Salon du Livre Sportif, à Massy [23]
- Salon des illustrateurs et du livre de jeunesse à Brunoy

### Environnements
- Château de Courson : Journées des Plantes[24]
- Saint-Jean-de-Beauregard : Fête des Plantes[25]